# ミカエル・ウィデニウス
ウルフ・ミカエル・ウィデニウス（Ulf Michael Widenius, 通称モンティ(Monty), 1962年3月3日 - ）はオープンソースMySQLデータベースオリジナルバージョンの主製作者。MySQL ABの創立者でありMariaDB Corporation Abの現CTO。またOpenOceanの創立者でありジェネラル・パートナーでもある。